# United States Fleet Activities Yokosuka
United States Fleet Activities Yokosuka (COMFLEACT Yokosuka) lub Commander, Fleet Activities Yokosuka (CFAY) – najważniejsza baza morska marynarki wojennej Stanów Zjednoczonych na zachodnim Pacyfiku, jednocześnie największa i o największym znaczeniu strategicznym baza US Navy poza terytorium Stanów Zjednoczonych.

## Opis bazy
COMFLEACT Yokosuka położona jest na terytorium Japonii, na wyspie Honsiu, u wejścia do Zatoki Tokijskiej, 29 km na południe od Jokohamy i 68 km od Tokio. Baza posiada 18 nabrzeży, 5 statków portowych oraz dużą liczbę kotwicowisk. Pirs Piedmont przeznaczony był dla jedynego lotniskowca na stałe bazującego poza terytorium USA USS "Kitty Hawk" (CV-63).
Baza została zbudowana jako część programu modernizacji japońskiej bazy, zaś władze Japonii zapewniają wsparcie obsługi sił Stanów Zjednoczonych służących między innymi zapewnieniu bezpieczeństwa Japonii. Z początkiem wojny koreańskiej w 1950 r. stała się bardzo ważną i nadzwyczaj intensywnie wykorzystywaną, i chociaż USA formalnie wciąż prowadziły okupację Japonii, cały wysiłek skierowany został na wsparcie Korei Południowej. Ambulatorium marynarki zostało w 1950 roku powiększone i zamienione na szpital, w styczniu 1951 r., utworzono Centrum Komunikacyjne Yokosuka, w kwietniu zwiększono też rangę i możliwości departamentu napraw okrętów. Jako wielkie centrum naprawcze, Yokosuka stała się żywotnym centrum serwisowym dla VII Floty Stanów Zjednoczonych w trakcie wojen koreańskiej i wietnamskiej. W 1952 roku dowództwo sił amerykańskich zostało przeniesione z Tokio do Yokosuki, co miało też znaczenie polityczne, odzwierciedlające fakt, że amerykańska okupacja Japonii stała się w międzyczasie stanem jedynie formalnym, bez jakiegokolwiek przełożenia na codzienne funkcjonowanie kraju. W 1960 roku jednostkę komunikacyjną marynarki w Yokosuce, przemianowano na US Naval Communications Station, Japan, co podniosło zarówno jej rangę jak i możliwości.